# 박희본
박희본(본명: 박재영, 1983년 5월 11일 ~ )은 대한민국의 배우이자 전 가수이다. 2001년 밀크의 멤버로 활동한 적이 있는데 그 무렵에는 '재영'(본명인 박재영에서 따옴)이란 예명으로 활동했다.

## 학력
- 운현초등학교
- 양천여자고등학교
- 세종대학교 영화예술학과

## 작품 활동

### 드라마
- MBC 《레인보우 로망스》 - 박희본 역(2005년)
- MBC DRAMA 《빌리진 날봐요》 - 유방희 역(2007년)
- KBS2 《드라마시티 : 아인슈타인이 발견한 사랑》 - 채나리 역(2007년)
- MBC every1 《할 수 있는 자가 구하라》 - 구희본 역(2012년)
- OCN 《신의 퀴즈 3》 - 이란 역(2012년)
- KBS2 《닥치고 패밀리》 - 열희봉 역(2012년)
- KBS2 《KBS 드라마 스페셜 : 내가 결혼하는 이유》 - 김지원 역(2014년)
- SBS 《닥터 이방인》 - 약제실 송재희 역(2014년) (특별출연)
- MBC 《운명처럼 널 사랑해》 - 전지연 역(2014년)
- tvN 《고교처세왕》 - 계약직녀 역(2014년)
- KBS2 《프로듀사》 - 백재희 역(2015년)
- tvN 《풍선껌》 - 홍이슬 역(2015년)
- tvN 《쓸쓸하고 찬란하神 - 도깨비》 - 지연희 역(2016년)
- SBS 《초인가족》 - 안정민 대리 역(2017년)
- tvN 《하백의 신부 2017》 - 상유의 여자 친구 역(2016년)
- tvN 《아르곤》 - 육혜리 역(2017년)
- JTBC 《그냥 사랑하는 사이》 - 김완진 역(2017년)
- tvN 《tvN 드라마 스테이지 - 오늘도 탬버린을 모십니다》 - 오문숙 역(2017년)
- tvN 《아는 와이프》 - 차주은 역(2018년)
- SBS 《시크릿 부티크》 - 위예남 역(2019년)
- tvN 《(아는 건 별로 없지만) 가족입니다》 - 리라 역(2020년)
- tvN 《해피니스》 - 나현경 역(2021년)

### 영화
- 《할 수 있는 자가 구하라》(2010년) ... 박희본 역
- 《두근두근 영춘권》(2010년)
- 《그랑프리》(2010년) ... 이다솜 역
- 《도약선생》(2011년) ... 재영 역
- 《세상에서 가장 아름다운 이별》(2011년) ... 연수 연인 처 역
- 《돼지의 왕》(2011년) ... 소년 황경민 & 여고생 역
- 《비정한 도시》(2012년) ... 정유미 역
- 《가족시네마》(2012년) ... 김 선생 역
- 《주리》(2013년) ... 희본 역
- 《미생 프리퀄》(2013년) ... 손효진 역
- 《렛 미 아웃》(2013년) ... 아영 역
- 《사이비》(2013년) ... 김영선 역
- 《산다》(2015년) ... 현경 역
- 《좋아해줘》(2016년) ... 의주 엄마 역
- 《당신, 거기 있어줄래요》(2016년) ... 젊은 송혜원 역
- 《어느날》(2017년) ... 박호정 역
- 《불어라 검풍아》(2021년) ... 고아원원장 역(특별출연)
- 《모럴센스》(2022년) ... 나레이션 역(특별출연)
- 《탈출: 프로젝트 사일런스》(2024년) ... 미란 역

### 웹드라마
- 네이버 TV캐스트 웹드라마 《출출한 여자》(2013) ... 제갈재영 역
- Daum 스토리볼 웹드라마 《썸남썸녀》(2014) ... 여자 5호 역
- 네이버 TV캐스트 웹드라마 《아이돌 권한대행》(2017) ... 구대표 역
- 유튜브 오리지널 드라마 《탑 매니지먼트》(2018) ... 스타라이트 강이사 역

### 텔레비전 프로그램
- KBS 2TV 《TV는 사랑을 싣고》 (2002년)
- Mnet 《HELLO쳇》
- KBS 2TV 《쇼 파워 비디오》(2006년)
- 패션N 《스타일 배틀로얄 TOP CEO3》(2011년)
- tvN 《내친구와 식샤를 합시다》(2015년)

### 라디오 프로그램
- SBS 파워FM 《김희철, 박희본의 영스트리트》

### 뮤직비디오
- Fly To The Sky - Day By Day(ver.2) (2000년)

## 음악 활동

### 앨범
- 밀크 1집 《With Freshness》(2001년)
- 디지털 싱글 《스물둘》(2010년 11월 29일)

## 수상
- 2010년 제11회 PBC 창작생활성가제 최우수상

## 사고
- 2013년 - 입술 부상[3]

## 수상 및 후보
| 연도 | 시상식       | 부문        | 작품          | 결과 |
| ---- | ------------ | ----------- | ------------- | ---- |
| 2019 | SBS 연기대상 | 여자 조연상 | 시크릿 부티크 | 후보 |